# Santiago Cabrera
Santiago Cabrera (ur. 5 maja 1978 w Caracas) – chilijski aktor teatralny, telewizyjny i filmowy.

## Życiorys
Urodzony w Caracas jako środkowe dziecko chilijskiego dyplomaty i gospodyni domowej, podróżował po całym niemal świecie – mieszkał w Caracas, Toronto, Londynie, Madrycie i Rumunii. Kiedy miał 15 lat, rodzina powróciła do Chile. Jako kapitan drużyny piłkarskiej w szkole średniej skupił się na sporcie i poważnie rozważał karierę piłkarza w CD Universidad Católica, zanim jego nauczyciel dramatu zachęcił go do występowania na scenie.
Przez trzy lata (2000−2003) uczęszczał do Central St. Martin’s College of Art & Design, Drama Centre London, występując w przedstawieniach: Dom Madras (The Madras House), Miesiąc w kraju (A Month in the Country), Neapol Milionerów! (Napoli Milionaria) Eduardo De Filippo, Brytanik (Britannicus), Holenderska kurtyzana (The Dutch Courtesan), Osobliwość innych (The Strangeness of Others), Pole (A Field), Trzy ptasie desanty naprzód (Three Birds Alighting On) i jako tytułowy bohater w Ostatnich dniach Don Juana (The Last Days of Don Juan).
Po ukończeniu szkoły zagrał rolę Montano w szekspirowskim spektaklu Otello na scenie Northampton Theatre Royal. Sukcesy na scenach londyńskich otworzyły mu drogę do epizodycznych ról telewizyjnych w serialach: Sędzia John Deed (Judge John Deed, 2003), Tajniacy (Spooks, 2003). Po swojej debiutanckiej roli na dużym ekranie w dramacie kryminalnym Przystań (Haven, 2004) u boku Orlanda Blooma, wystąpił w komedii romantycznej Miłość i inne nieszczęścia (Love and Other Disasters, 2006).
Zwrócił na siebie uwagę w amerykańskim miniserialu Imperium (Empire, 2005), gdzie wcielił się w postać Oktawiusza, syna Atii i krewniaka Juliusza Cezara. Pierwszym znaczącym występem była pierwszoplanowa kreacja Isaaca Mendeza w przeboju stacji NBC Herosi (Heroes, 2006–2007).
W 2003 roku poślubił reżyserkę teatralną Annę Marceę. Mają syna Kiliana Emiliano (ur. 2016).

## Filmografia

### Filmy fabularne
| Rok  | Tytuł                                                        | Rola                |
| ---- | ------------------------------------------------------------ | ------------------- |
| 2004 | ToCA Race Driver 2                                           | Cezar Maques (głos) |
| 2004 | Przystań (Haven)                                             | Gene                |
| 2006 | Caleuche: El llamado del mar                                 | Simon               |
| 2006 | Miłość i inne nieszczęścia (Love and Other Disasters)        | Paolo Sarmiento     |
| 2007 | Gol 3 (Goal! 3)                                              | Diego Rivera        |
| 2007 | Gol 2 (Goal! 2: Living the Dream)                            | Diego Rivera        |
| 2008 | Che. Rewolucja (Che)                                         | Camilo Cienfuegos   |
| 2008 | Poskromienie złośnicy (The Taming of the Shrew, TV)          | Lucentio            |
| 2012 | Cristiada (For Greater Glory)                                | ks. Vega            |
| 2017 | Transformers: Ostatni rycerz (Transformers: The Last Knight) | Santos              |
| 2017 | Wielkie kłamstewka                                           | Joseph              |

### Seriale TV
| Rok       | Tytuł                                  | Rola             |
| --------- | -------------------------------------- | ---------------- |
| 2003      | Sędzia John Deed (Judge John Deed)     | Carlos Fedor     |
| 2003      | Tajniacy (Spooks)                      | Camilo Henriquez |
| 2005      | Imperium (Empire)                      | Oktawiusz        |
| 2006–2007 | Herosi (Heroes)                        | Isaac Mendez     |
| 2008      | Przygody Merlina (Merlin)              | Lancelot         |
| 2012      | Dexter                                 | Sal Price        |
| 2014      | Muszkieterowie (The Musketeers)        | Aramis           |
| 2016      | Świat według Mindy (The Mindy Project) | Diego            |
| 2017      | Ocaleni (Salvation)                    | Darius Tanz      |